# Lil·lianita
La lil·lianita és un mineral de la classe dels sulfurs que pertany i dona nom al grup de la lil·lianita. Rep el nom de les mines de Lillian, als Estats Units, la seva localitat tipus.

## Característiques
La lil·lianita és una sulfosal de fórmula química Pb3-2xAgxBi2+xS₆. Cristal·litza en el sistema ortoròmbic. La seva duresa a l'escala de Mohs és 2 a 3.
Segons la classificació de Nickel-Strunz, la lil·lianita pertany a «02.JB: Sulfosals de l'arquetip PbS, derivats de la galena, amb Pb» juntament amb els següents minerals: diaforita, cosalita, freieslebenita, marrita, cannizzarita, wittita, junoïta, neyita, nordströmita, nuffieldita, proudita, weibul·lita, felbertalita, rouxelita, angelaïta, cuproneyita, geocronita, jordanita, kirkiïta, tsugaruïta, pillaïta, zinkenita, scainiïta, pellouxita, chovanita, aschamalmita, bursaïta, eskimoïta, fizelyita, gustavita, ourayita, ramdohrita, roshchinita, schirmerita, treasurita, uchucchacuaïta, ustarasita, vikingita, xilingolita, heyrovskýita, andorita IV, gratonita, marrucciïta, vurroïta i arsenquatrandorita.

## Formació i jaciments
Va ser descoberta a les mines de Lillian, situades a Leadville, dins el comtat de Lake (Colorado, Estats Units). Tot i tractar-se d'una espècie poc habitual ha estat descrita en tots els continents del planeta a excepció de l'Antàrtida.